# الجلبين (مناخة)

تعديل مصدري - تعديل

الجلبين هي إحدى قرى عزلة بني برة بمديرية مناخة التابعة لمحافظة صنعاء، بلغ تعداد سكانها 10 نسمة حسب تعداد اليمن لعام 2004.